# Club Social y Deportivo Xelajú Mario Camposeco
Il Club Social y Deportvo Xelajú Mario Camposeco, meglio noto come Xelajú MC, è una società calcistica del Guatemala fondata nel 1928. Ha sede a Quetzaltenango e milita nella massima serie del Campionato guatemalteco di calcio.
Disputa le partite casalinghe nello Stadio Mario Camposeco. I colori sociali sono il rosso e il blu. Il soprannome dei giocatori dello Xelajú MC è Los Superchivos.

## Storia
La squadra è stata fondata il 10 febbraio del 1928.
I Superchivos sono stati campioni del Guatemala quattro volte, prima nella stagione 1961-1962, la seconda volta nel 1980, la terza volta nella stagione 1995-1996 e la quarta volta nella stagione 2006-2007.il CD Xelajú ha vinto la Copa Centenario una volta, nel 1972. Nel torneo di Clausura 2007, hanno eliminato il cinque volte campione in carica comunale in semifinale, per raggiungere la prima finale. Hanno affrontato il Club Deportivo Marquense, perdendo la prima partita 0-1 e vincendo la seconda partita 4-1, per un punteggio totale di 4-2 vincendo il loro quarto campionato. Era la prima volta dal 1980, che le due squadre al di fuori di Città del Guatemala sono arrivate prima e seconda classificata.

## Rosa 2010-2011
| N. |                      | Ruolo | Calciatore            |
| -- | -------------------- | ----- | --------------------- |
|    | Guatemala (bandiera) | P     | Marvin Barrios        |
|    | Guatemala (bandiera) | P     | Oscar Daniel Martínez |
|    | Guatemala (bandiera) | P     | Jorge Quiñónez        |
|    | Uruguay (bandiera)   | D     | Carlos de Castro      |
|    | Guatemala (bandiera) | D     | Jhonny Girón          |
|    | Guatemala (bandiera) | D     | Kristian Guzmán       |
|    | Guatemala (bandiera) | D     | Milton Leal           |
|    | Guatemala (bandiera) | D     | Javier Sinay          |
|    | Guatemala (bandiera) | C     | Marco Ciani           |
|    | Guatemala (bandiera) | C     | Edgar Cotto           |
|    | Guatemala (bandiera) | C     | Héctor Saúl de Matta  |
|    | Guatemala (bandiera) | C     | Julio Estacuy         |

| N. |                        | Ruolo | Calciatore                  |
| -- | ---------------------- | ----- | --------------------------- |
|    | Guatemala (bandiera)   | C     | Miguel Antonio Fernández    |
|    | Guatemala (bandiera)   | C     | Carlos Figueroa             |
|    | Guatemala (bandiera)   | C     | Eddy Ortíz                  |
|    | Guatemala (bandiera)   | C     | Luis Roberto Piedrasanta    |
|    | Guatemala (bandiera)   | C     | Gregory Ruíz                |
|    | Guatemala (bandiera)   | C     | Manuel Antonio Soto         |
|    | Uruguay (bandiera)     | A     | Martin Crossa               |
|    | Brasile (bandiera)     | A     | Israel Silva Matos de Souza |
|    | Guatemala (bandiera)   | A     | Néstor Escobar              |
|    | Guatemala (bandiera)   | A     | Minor López                 |
|    | Guatemala (bandiera)   | A     | Osmar López                 |
|    | Stati Uniti (bandiera) | A     | David Orozco                |

## Rosa 2009-2010
| N. |                       | Ruolo | Calciatore               |
| -- | --------------------- | ----- | ------------------------ |
| 1  | Costa Rica (bandiera) | P     | Fernando Patterson       |
| 2  | Guatemala (bandiera)  | D     | Luis Ricardo Rodríguez   |
| 3  | Guatemala (bandiera)  | D     | Fredy Taylor             |
| 4  | Guatemala (bandiera)  | D     | Javier Sinay             |
| 5  | Guatemala (bandiera)  | C     | Carlos Arriaza           |
| 6  | Guatemala (bandiera)  | D     | Julio Estacuy            |
| 7  | Guatemala (bandiera)  | A     | Miguel Antonio Fernández |
| 8  | Guatemala (bandiera)  | D     | Kristian Guzman          |
| 9  | Argentina (bandiera)  | C     | Fernando Gallo           |
| 10 | Guatemala (bandiera)  | D     | Selvin Joel Motta        |
| 11 | Guatemala (bandiera)  | C     | David Espinoza           |

| N. |                       | Ruolo | Calciatore                |
| -- | --------------------- | ----- | ------------------------- |
| 12 | Guatemala (bandiera)  | C     | Sergio Jacup              |
| 13 | Guatemala (bandiera)  | D     | Milton Leal               |
| 14 | Guatemala (bandiera)  | D     | Juan Antonio García       |
| 16 | Guatemala (bandiera)  | C     | Nestór Jucup              |
| 17 | Colombia (bandiera)   | C     | Gustavo Betancur          |
| 19 | Guatemala (bandiera)  | A     | Derick Palombo            |
| 20 | Guatemala (bandiera)  | P     | Marvin Barrios            |
| 21 | Costa Rica (bandiera) | A     | Jhonny Cubero             |
| 22 | Guatemala (bandiera)  | C     | Elias Monterroso          |
| 24 | Guatemala (bandiera)  | C     | Ricardo Ismarel Gutiérrez |
| 25 | Guatemala (bandiera)  | D     | Gustavo Cabrera           |
| 29 | Guatemala (bandiera)  | C     | Fredy Samayoa             |

## Palmarès

### Competizioni nazionali
- Campionato guatemalteco: 5

1962, 1980, 1996, 2007, 2012
- Copa Centenario: 1

1972

### Altri piazzamenti
- Campionato guatemalteco:

Secondo posto: 1963-1964, 1966, 1981, Clausura 2010
- Copa Interclubes UNCAF:

Finalista: 1982